# Азиатский маршрут AH30
Маршрут AH30 (Asian Highway 30) — один из маршрутов международной азиатской сети на территории дальнего востока Российской Федерации. Проходит по территории Забайкальского края, Амурской области, Еврейской АО, Хабаровского края, Приморского края. Это самый северо-восточный участок Международной азиатской сети. Включает в себя автодорогу Р297 полностью и почти полностью автодорогу А370. Общая протяжённость маршрута составляет 2835 км.

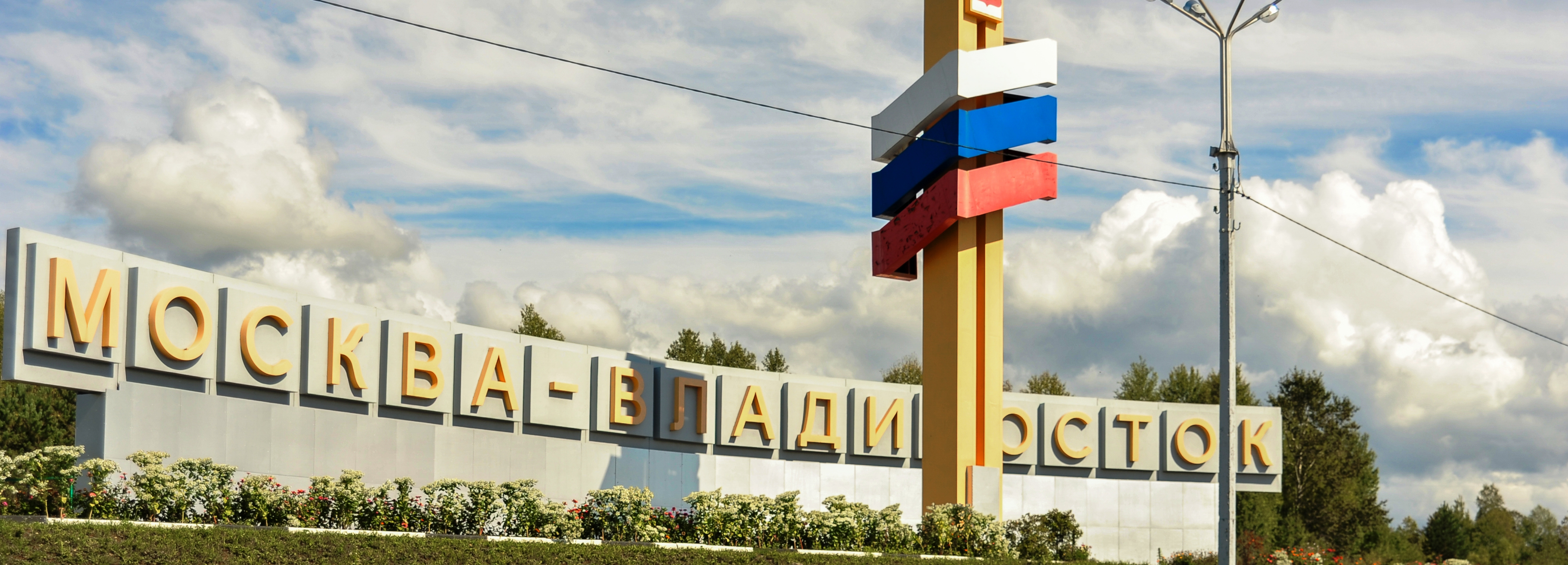
Памятный знак «Москва-Владивосток»

Связывает города Чита — Белогорск — Хабаровск — Уссурийск.

## Маршрут
См. маршрут автодорог Р297 «Аму́р» и А370 «Уссу́ри»